# 茨木市立忍頂寺小学校

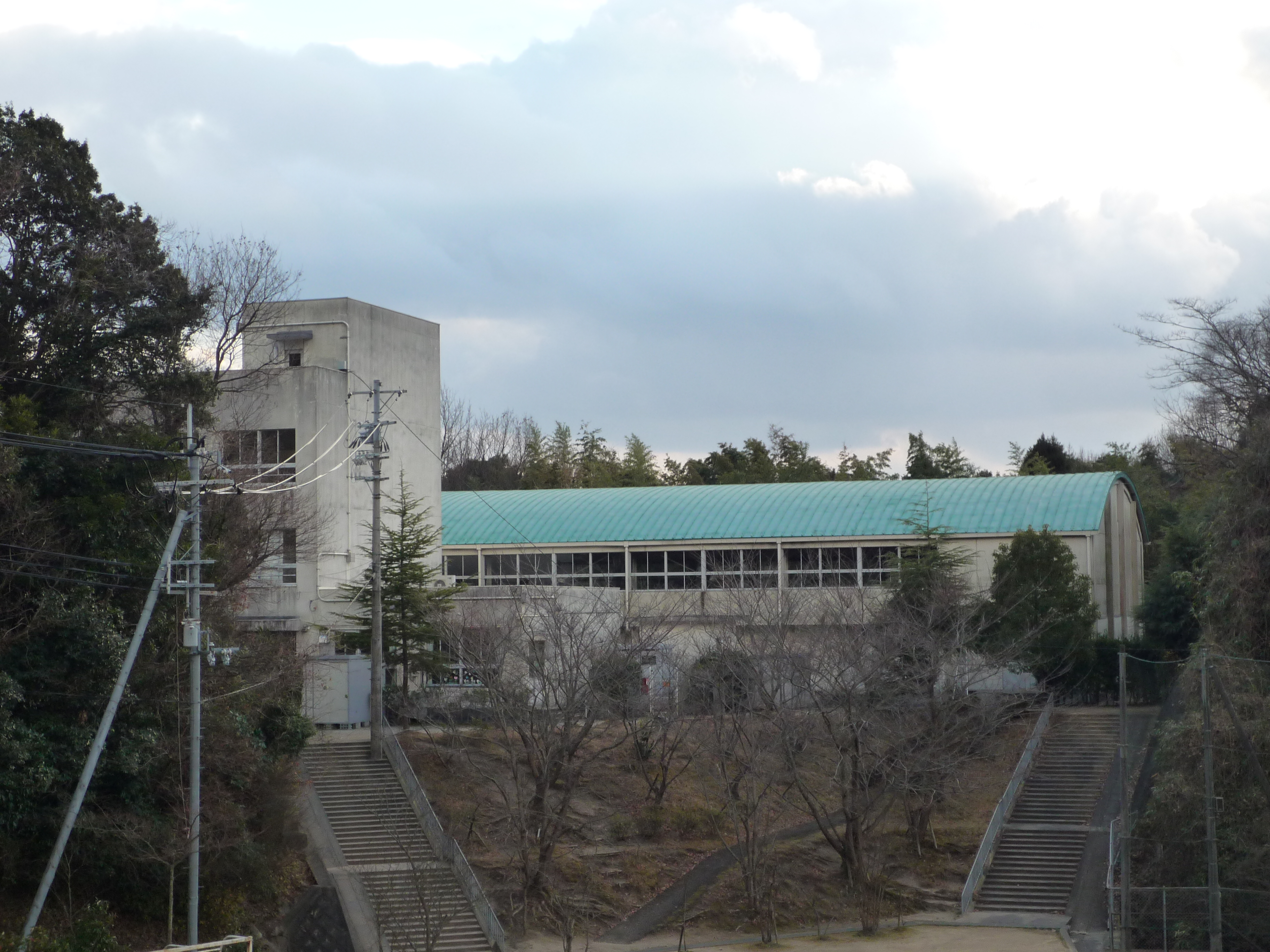
校舎と体育館

茨木市立忍頂寺小学校（いばらきしりつ にんじょうじ しょうがっこう）は、大阪府茨木市にある公立小学校。
茨木市北部の山間部を校区とする。2000年代には1学年あたり10人前後、全校児童合わせて60人前後で推移する小規模校となっている。

## 沿革
1872年の学制発布に伴い、翌1873年7月25日に島下郡25か村を校区とする島下郡第一小区第一番小学校（現在の茨木市立福井小学校）が福井村真龍寺に開設された。
翌1874年には福井小学校から分離し、島下郡大岩村（町村制実施で石河村）円福寺に大岩小学校（のち大岩尋常高等小学校）が、また島下郡下音羽村（町村制実施で見山村）高雲寺に下音羽小学校（のち下音羽尋常高等小学校）が相次いで発足した。
1907年には大岩尋常高等小学校・下音羽尋常高等小学校および隣接する石河村の桑原尋常高等小学校の3校が合併し、三島郡忍頂寺尋常高等小学校として発足した。三島郡見山村および石河村を校区とした。
旧桑原小学校は桑原分教場となった。しかし2年後の1909年に桑原分教場を廃止した。桑原分教場に通学していた石河村大字桑原・生保・大門寺の各地区を三島郡安威尋常小学校（現在の茨木市立安威小学校）へ委託し、安威小学校の校区へ編入している。
以前は茨木市立忍頂寺中学校（1962年に茨木市立北辰中学校に統合）と敷地を共有していた。1961年には旧忍頂寺中学校の職員室を改造し、茨木市立北辰幼稚園が敷地内に設置された。そのため1961年の1年間は同敷地を中・小学校と幼稚園が共用していたことになる。小学校と共通の給食の提供があるユニークな幼稚園であるが、入園児童がなく2009年から休園状態になっている。
- 1874年7月1日 - 大岩小学校が発足。
- 1874年8月10日 - 下音羽小学校が発足。
- 1907年10月1日 - 大岩・下音羽・桑原の3校合併、三島郡忍頂寺尋常高等小学校として発足。
- 1909年7月1日 - 桑原分教場を廃止。
- 1941年4月1日 - 国民学校令により、三島郡忍頂寺国民学校に改称。
- 1947年4月1日 - 学制改革により、見山村立忍頂寺小学校に改称。
- 1955年4月3日 - 見山村が茨木市に編入合併されたことに伴い、茨木市立忍頂寺小学校に改称。
- 1974年6月30日 - 鉄筋3階建て校舎完成
- 1983年2月17日 - 茨木市教育委員会より、同和教育の研究校に指定される。

## 通学区域
- 茨木市 大字大岩、大字安元、大字忍頂寺、大字車作、大字清阪、大字長谷、大字銭原、大字上音羽、大字下音羽
  - 卒業生は基本的に茨木市立北陵中学校へ進学する。

## 交通
- 阪急バス 忍頂寺小学校前バス停